# グリマルディ
グリマルディ（イタリア語: Grimaldi）は、イタリア共和国カラブリア州コゼンツァ県にある、人口約1,600人の基礎自治体（コムーネ）。

## 地理

### 位置・広がり

#### 隣接コムーネ
隣接するコムーネは以下の通り。括弧内のCZはカタンザーロ県所属を示す。
- アイエッロ・カーラブロ
- アルティーリア
- ドマーニコ
- ラーゴ
- マリート
- マルティラーノ (CZ)